# Thomas Broughton
Sir Thomas Broughton of Broughton in Furness († 1487) war ein englischer Ritter.

## Leben
Er war ein Sohn von John Broughton und Margaret.
Er war ein Anhänger des Hauses York und kämpfte 1482 im Feldzug gegen Schottland für Richard Duke of Gloucester, den späteren Richard III. Während dieses Feldzugs wurde er am 24. Juli 1482 in Schottland zum Knight Banneret geschlagen. Nach der Übernahme des Throns durch Richard III. 1483 wurde Sir Thomas zum Knight of the Kings Body berufen.
Er kämpfte am 22. August 1485 für seinen König bei der Schlacht von Bosworth und erhielt anschließend durch den siegreichen Heinrich VII. Pardon. Sir Thomas blieb aber ein überzeugter Yorkist. Er versteckte seinen Freund, Francis Lovel, 1. Viscount Lovel, der nach der Niederlage von Bosworth fliehen musste, einige Zeit bei sich und nach dessen misslungenem Aufstand 1486 gewährte Sir Thomas erneut Unterschlupf.
Sir Thomas schloss sich der Verschwörung um Lambert Simnel an und war vor Ort ein wichtiger Vertrauter für die Verschwörer und Margareta von York. Als Lambert Simnel mit seiner Armee 1487 in England landete, stieß Sir Thomas zu ihnen und kämpfte gegen Heinrich VII. bei der letzten Schlacht der Rosenkriege in Stoke.
Sir Thomas fiel am 16. Juni 1487 und seine Besitztümer, unter anderem die Anwesen in Witherslack und in Broughton-in-Furness, gingen an Thomas Stanley, 1. Earl of Derby. Einer Legende nach überlebte Sir Thomas die Schlacht, konnte fliehen und lebte getarnt unter seinen früheren Lehensmännern.

## Film und Fernsehen
Sir Thomas Broughton und seine Unterstützung für Viscount Lovel ist auch in der englischen TV-Serie The Shadow of the Tower von 1972 zu sehen.